# Стюарт Даунінг
Стю́арт Да́унінг (англ. Stewart Downing, нар. 22 липня 1984, Мідлсбро, Англія) — англійський футболіст, півзахисник клубу «Мідлсбро».

## Клубна кар'єра

### «Мідлсбро»
Даунінг виріс у Пелістері — східному районі Мідлсбро, тому ще зі шкільних років був фанатом клубу. Закінчив футбольну академію «Мідлсбро» і відразу потрапив до першої команди. Під час навчання вважався одним з найперспективніших випускників академії. Дебютував у Прем'єр-лізі 24 квітня 2002 року в зустрічі проти «Іпсвіч Таун». У тому сезоні Стюарт провів лише три гри, але в майбутньому ситуація не змінилася — Стюарт провів стільки ж ігор і в сезоні 2002—03, але забив в грі Кубка Ліги, коли його команда перемогла «Брентфорд» з рахунком 4-1. 

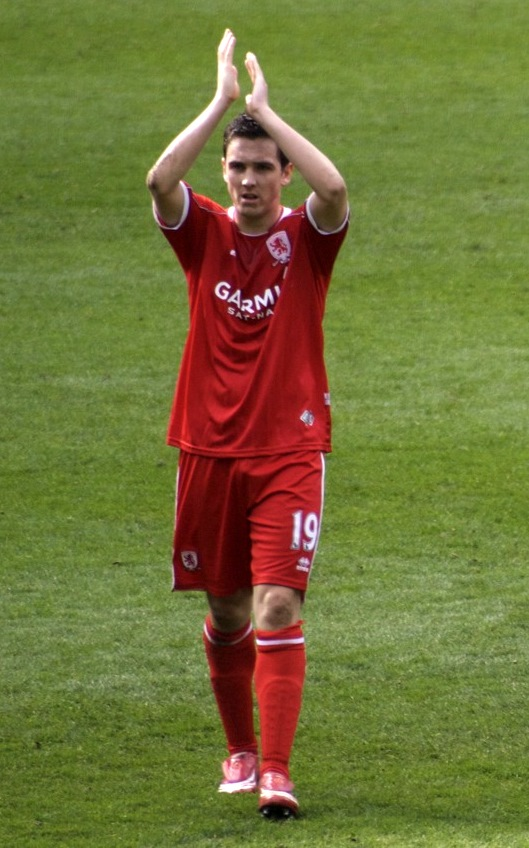
Стюарт Даунінг під час виступів за «Мідлсбро». 30 березня 2008 року

2003 року Стюарт опинився в оренді в «Сандерленді» для набрання досвіду, бо його шанс на потрапляння до складу було втрачено через чудову форму Будевейна Зендена. Але незабаром Даунінг був відкликаний через кризу в команді, пов'язану з переповненням клубного лазарету, і відразу потрапив до основного складу. У сезоні 2004—05 Даунінг зіграв 49 матчів, забивши в них 6 голів і скільки разів ставав асистентом. Це послужило поштовхом до виклику в національну збірну в лютому 2005 року. Наприкінці 2005 року Стюарт отримав травму коліна і був змушений пропустити п'ять місяців. Але це не завадило йому після повернення відзначитися трьома асистентськими балами під час гри у півфіналі Кубка УЄФА з румунською «Стяуа», що дозволило клубу вийти у фінал. У лютому 2008 року Даунінг підписав новий контракт з клубом на п'ять років. Сезон 2008—09 був досить змішаний в почуттях. Команда почала дуже добре на старті сезону, потрапивши на восьму сходинку, але з листопада скотилася в зону вильоту. У січні Стюарт хотів покинути клуб, але керівництво змогло його утримати, як з'ясувалося, не на довго. У передостанній грі проти «Астон Вілли» Даунінг отримав пошкодження і вибув на чотири місяці. Сезон Стюарт закінчив без голів у лізі, але двічі забивав «Вест Хему» в Кубку Англії.

### «Астон Вілла»
Після вильоту «Мідлсбро» з Прем'єр-ліги, Даунінг підписав чотирирічний контракт з «Астон Віллою». Це було перше придбання бірмінгемців літом 2009 року. Клуб оцінив футболіста в 10 мільйонів фунтів плюс ще 2 мільйони залежно від кількості проведених ігор. 7 листопада Мартін О'Ніл оголосив, що Стюарт знову розпочав тренування після свого одужання. Дебютував у складі нової команди Стюарт під час гри з «Бернлі», коли він вийшов на поле замість Стіва Сідвелла на 69 хвилині. Перший і другий свої голи за «Віллу» забив тому ж «Бернлі» в домашній грі 21 лютого 2010 року, що закінчилася з рахунком 5-2 на користь господарів.

### «Ліверпуль»

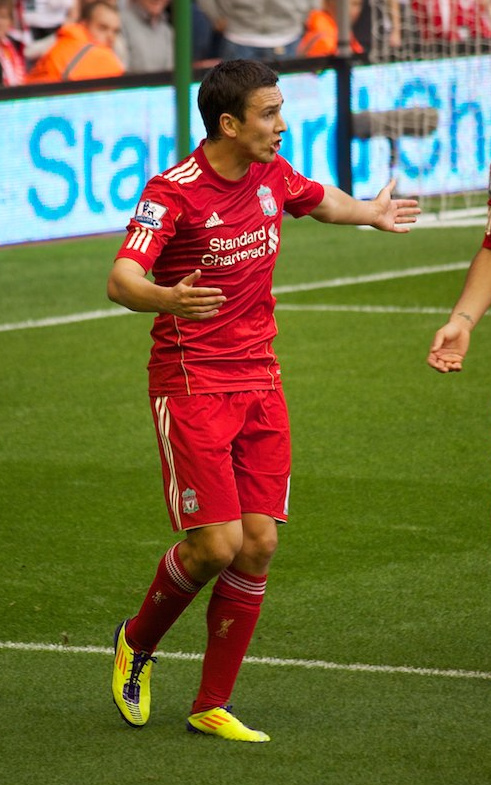
Стюарт Даунінг під час виступів за «Ліверпуль». 27 серпня 2011

15 липня 2011 року футболіст перейшов до «Ліверпуля» за 20 млн. фунтів, підписавши чотирирічний контракт. 13 серпня Даунінг дебютував у матчі Прем'єр-ліги проти «Сандерленда», зігравши увесь матч. 6 січня 2012 року Стюарт забив свій перший м'яч за нову команду в третьому раунді кубка Англії «Олдем Атлетіку». 18 березня в матчі 1/4 раунду кубка Англії півзахисник забив переможний м'яч у ворота «Сток Сіті», що дозволило «Ліверпулю» вийти до наступного раунду розіграшу турніру. 
В другому сезоні Стюарт був одним з лідерів команди, зумівши за сезон в цілому награти 45 матчів, забити в них п'ять голів та віддати вісім гольових передач. Крім того, 22 грудня 2012 року Даунінг забив свій перший гол у чемпіонаті, а також віддав перший результативний пас у матчі проти «Фулгема».
Проте, по завершенню сезону «Ліверпуль» вирішив продати півзахисника через його занадто високу зарплату (80 тисяч фунтів на тиждень), також «червоні» хотіли розвантажити витратну відомість. Відразу з'явилася інформація про інтерес з боку «Ньюкасл Юнайтед» і «Вест Гем Юнайтед», які готові були купити футболіста. 
Сам 29-річний Даунінг, відповідаючи на інтерес з боку «Вест Гема», заявив, що має намір залишитися в «Ліверпулі».

### «Вест Гем Юнайтед»
13 серпня 2013 року перейшов у «Вест Гем Юнайтед», підписавши чотирирічний контракт з клубом. За неофіційною інформацією клуб заплатив за гравця близько 6 млн. фунтів.

## Міжнародна кар'єра

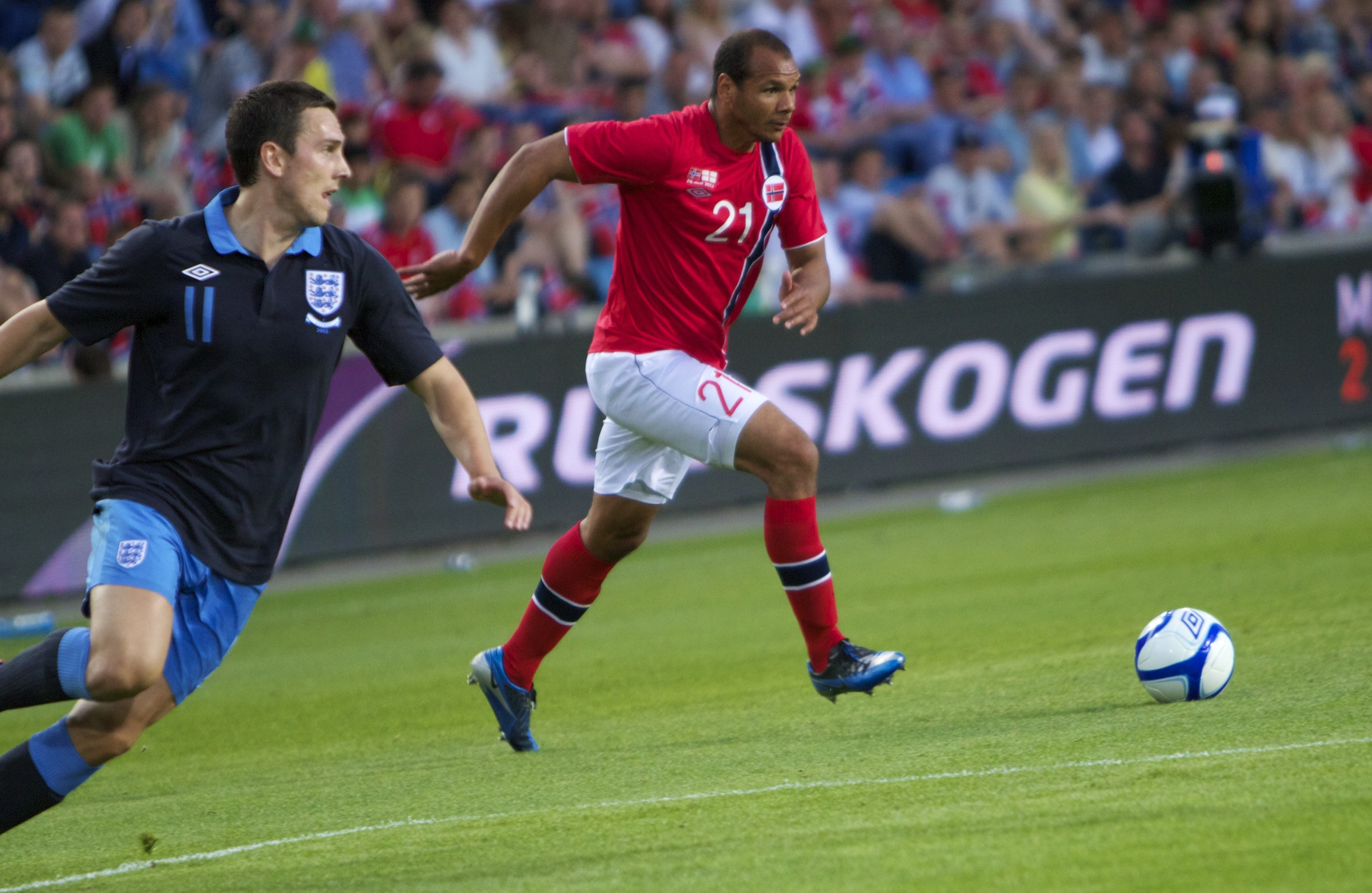
Стюарт Даунінг (ліворуч) у матчі за збірну Англії в боротьбі з норвежцем Даніелем Бротеном. 26 травня 2012

До того як потрапити в національну команду Стюарт грав за юнацьку і молодіжну команди Англії. 9 лютого 2005 року дебютував в національній команді, змінивши у другій половині матчу Шона Райта-Філліпса в домашній товариській зустрічі проти збірної Нідерландів. Стюарт був включений Свеном-Йораном Еріксоном до складу збірної на чемпіонат світу 2006 як резерв для Джо Коула. Даунінг з'явився в першій грі з Парагваєм, вийшовши на зміну. У іншому матчі проти збірної Тринідаду і Тобаго відбулося те ж саме. Першу гру в основному складі Стюарт провів 19 серпня 2006 року в переможному матчі зі збірною Греції, яка закінчився з рахунком 4-0. Даунінг взяв безпосередню участь у трьох голах своєї команди. Після звільнення шведського тренера, викликався до збірної спочатку Стівом Маклареном, а потім Фабіо Капелло.

## Особисте життя
Стюарт почесний президент футзального клубу «Мідлсбро». У вільний час працював DJ-єм у кількох нічних клубах Мідлсбро.

## Статистика виступів
Станом на 13 липня 2013

### Клуб
| Чемпіонат         | Чемпіонат          | Чемпіонат         | Ліга | Ліга | Кубок        | Кубок        | Кубок ліги            | Кубок ліги            | Континет. змаг. | Континет. змаг. | Всього | Всього |
| Сезон             | Клуб               | Ліга              | Ігри | Голи | Ігри         | Голи         | Ігри                  | Голи                  | Ігри            | Голи            | Ігри   | Голи   |
| Англія            | Англія             | Англія            | Ліга | Ліга | Кубок Англії | Кубок Англії | Кубок Футбольної Ліги | Кубок Футбольної Ліги | Європа          | Європа          | Всього | Всього |
| ----------------- | ------------------ | ----------------- | ---- | ---- | ------------ | ------------ | --------------------- | --------------------- | --------------- | --------------- | ------ | ------ |
| 2001/02           | «Мідлсбро»         | Прем'єр-ліга      | 3    | 0    | 0            | 0            | 0                     | 0                     | 0               | 0               | 3      | 0      |
| 2002/03           | «Мідлсбро»         | Прем'єр-ліга      | 2    | 0    | 0            | 0            | 1                     | 1                     | 0               | 0               | 3      | 1      |
| 2003/04           | «Мідлсбро»         | Прем'єр-ліга      | 20   | 0    | 2            | 0            | 2                     | 0                     | 0               | 0               | 24     | 0      |
| 2003/04           | «Сандерленд»       | Перший дивізіон   | 7    | 3    | 0            | 0            | 0                     | 0                     | 0               | 0               | 7      | 3      |
| 2004/05           | «Мідлсбро»         | Прем'єр-ліга      | 35   | 5    | 2            | 0            | 2                     | 0                     | 9               | 1               | 48     | 6      |
| 2005/06           | «Мідлсбро»         | Прем'єр-ліга      | 12   | 1    | 5            | 0            | 0                     | 0                     | 9               | 0               | 26     | 1      |
| 2006/07           | «Мідлсбро»         | Прем'єр-ліга      | 34   | 2    | 8            | 0            | 0                     | 0                     | 0               | 0               | 42     | 2      |
| 2007/08           | «Мідлсбро»         | Прем'єр-ліга      | 38   | 9    | 5            | 1            | 2                     | 0                     | 0               | 0               | 45     | 10     |
| 2008/09           | «Мідлсбро»         | Прем'єр-ліга      | 37   | 0    | 5            | 2            | 1                     | 0                     | 0               | 0               | 43     | 2      |
| 2009/10           | «Астон Вілла»      | Прем'єр-ліга      | 25   | 2    | 6            | 0            | 4                     | 1                     | 0               | 0               | 35     | 3      |
| 2010/11           | «Астон Вілла»      | Прем'єр-ліга      | 38   | 7    | 3            | 0            | 2                     | 1                     | 1               | 0               | 44     | 8      |
| 2011/12           | «Ліверпуль»        | Прем'єр-ліга      | 36   | 0    | 6            | 2            | 4                     | 0                     | -               | -               | 46     | 2      |
| 2012/13           | «Ліверпуль»        | Прем'єр-ліга      | 29   | 3    | 2            | 0            | 2                     | 0                     | 12              | 2               | 45     | 5      |
| 2013/14           | «Вест Гем Юнайтед» | Прем'єр-ліга      | 0    | 0    | 0            | 0            | 0                     | 0                     | 0               | 0               | 0      | 0      |
| Всього            | Англія             | Англія            | 298  | 31   | 41           | 5            | 21                    | 3                     | 31              | 3               | 411    | 43     |
| Всього за кар'єру | Всього за кар'єру  | Всього за кар'єру | 298  | 31   | 41           | 5            | 21                    | 3                     | 31              | 3               | 411    | 43     |

### Збірна
| Рік    | Ігор | Голів | Асистів |
| ------ | ---- | ----- | ------- |
| 2005   | 1    | 0     | 0       |
| 2006   | 8    | 0     | 0       |
| 2007   | 7    | 0     | 2       |
| 2008   | 5    | 0     | 0       |
| 2009   | 2    | 0     | 1       |
| 2010   | 0    | 0     | 0       |
| 2011   | 9    | 0     | 4       |
| 2012   | 2    | 0     | 0       |
| 2014   | 1    | 0     | 0       |
| Всього | 35   | 0     | 7       |

## Досягнення
«Мідлсбро»
- Володар Кубка Футбольної ліги: 2004

«Ліверпуль»
- Володар Кубка Футбольної ліги: 2012